# Imrich Habánik
Imrich Habánik (* 5. března 1956) je bývalý slovenský fotbalista, obránce.

## Fotbalová kariéra
V československé lize hrál za Slovan Bratislava. Nastoupil ve 4 ligových utkáních, gól v lize nedal. Ve druhé nejvyšší soutěži hrál za BZVIL Ružomberok.

## Ligová bilance
| Ročník                                      | Zápasy | Góly | Minuty | Klub              |
| ------------------------------------------- | ------ | ---- | ------ | ----------------- |
| 1. československá fotbalová liga 1976/77    | 4      | 0    | 315    | Slovan Bratislava |
| 1. slovenská národní fotbalová liga 1981/82 | 25     | 0    | –      | BZVIL Ružomberok  |
| CELKEM 1. liga                              | 4      | 0    | 315    |                   |